# Arjona
Pour les articles homonymes, voir Arjona (homonymie).
Genre
Classification APG III (2009)
Arjona est un genre végétal de la famille des Santalaceae.

## Espèces
Selon [réf. nécessaire] :
- Arjona tuberosa
- Arjona ruscifolia

Selon NCBI (10 Aug 2010) :
- Arjona tuberosa